# Abraliopsis falco
Abraliopsis falco är en bläckfiskart som beskrevs av Young 1972. Abraliopsis falco ingår i släktet Abraliopsis och familjen Enoploteuthidae. Inga underarter finns listade i Catalogue of Life.